# HMY (Yacht)
Her Majesty's Yacht (ou His Majesty's Yacht pour un monarque mâle ; en français, yacht de Sa Majesté) est le préfixe des noms des bateaux de plaisance de la Royal Navy.
Le préfixe est généralement abrégé en HMY. 